# Condado de Crisp
O Condado de Crisp é um dos 159 condados do Estado americano de Geórgia. A sede do condado é Cordele, e sua maior cidade é Cordele. O condado possui uma área de 728 km², uma população de 21 996 habitantes, e uma densidade populacional de 31 hab/km² (segundo o censo nacional de 2000). O condado foi fundado em 17 de agosto de 1905.